# Estrada da Maioba
A Estrada da Maioba (MA-202) é uma rodovia estadual que liga a capital maranhense aos municípios de São José de Ribamar e Paço do Lumiar.

## Localização
A MA-202 se inicia na interligação com a Estrada de Ribamar na região conhecida como Forquilhinha, e vai até a rodovia MA-204 (trecho da Avenida General Arthur Carvalho), no Parque Tiago Aroso, ficando paralela ao rio Paciência.
Atravessa os bairros: Forquilha (São Luís), Parque Santa Luzia, Cohatrac V, Jardim Araçagy, Itaguará, Alvorada, Trizidela da Maioba, Novo Cohatrac (São José de Ribamar); Maioba, Vila São José, Maioba do Jenipapeiro, Parque Tiago Aroso (Paço do Lumiar), dentre outros.
A continuação da MA-204 após a interligação com a MA-202 (no trecho conhecido como Beira Rio, onde há uma ponte sobre o rio Paciência) também é considerada popularmente como parte da Estrada da Maioba, indo até o bairro Pirâmide e a Praia do Araçagi, no cruzamento com a Estrada da Raposa. 
Também está havendo um processo de expansão imobiliária na região, com a construção de diversos condomínios e edifícios ao longo da rodovia, o que traz pressão ambiental às suas áreas verdes e ao rio Paciência.

## Infraesturura
Sendo uma importante via interligando os municípios da região metropolitana de São Luís, a Estrada da Maioba é alvo de diversas reivindicações para melhorar sua infraestrutura deficiente. 
A MA-202 também se conecta com a MA-201 (Estrada de Ribamar), na região conhecida como Forquilhinha. Neste ponto, havia uma rotatória, que foi eliminada (2017), sendo utilizadas as vias transversais pelos veículos.
Foi construída também a Ponte da Juçara (2017), que interliga a Estrada de Ribamar com a Estrada da Maioba, com 15 metros de extensão, dando acesso ao bairro do Cohatrac e adjacências. Já a Ponte da Vitória fica na estrada de Nossa Senhora da Vitória,  interligando os bairros Parque Vitória, Parque Jair, Alto do Turu e adjacências à Estrada da Maioba.
A Ponte verde foi  construída sobre o rio Paciência, com 220 metros de extensão, servindo de ligação entre as Estradas da Maioba e de Ribamar, próximo ao shopping. A obra reduziu em 6 km a distância entre o Maiobão e o Cohatrac, com previsão de entrega para o segundo semestre de 2018, sendo inaugurada em setembro de 2020.